# Rhinella scitula
El sapito del cerrado (Rhinella scitula), es una especie de anfibio perteneciente a la familia Bufonidae. Se lo encuentra en el centro de Sudamérica. Esta especie se agrupa en el complejo de Rhinella margaritifera.

## Publicación original
En el año 2003 los herpetólogos Caramaschi y Niemeyer describen para la ciencia este taxón, originalmente como Bufo scitulus.
La localidad tipo es: «Bonito, Mato Grosso do Sul, Brasil».

## Distribución
Se lo encuentra a una altitud de alrededor de los 300 m s. n. m.,  en el centro del Brasil en el estado de Mato Grosso del Sur en los municipios de Bonito y Aquidauana; y en el norte del Paraguay en los departamentos de Amambay y de Concepción.

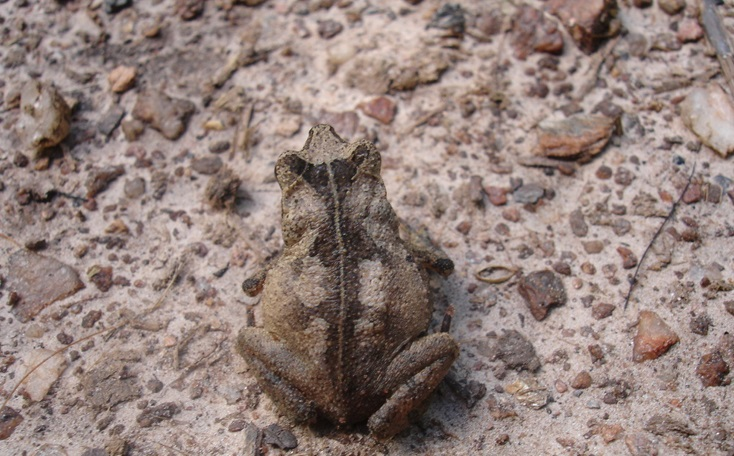
Vista dorsal.

## Hábitat
Sus hábitats naturales son selvas subtropicales húmedas en galería entre sabanas del cerrado.

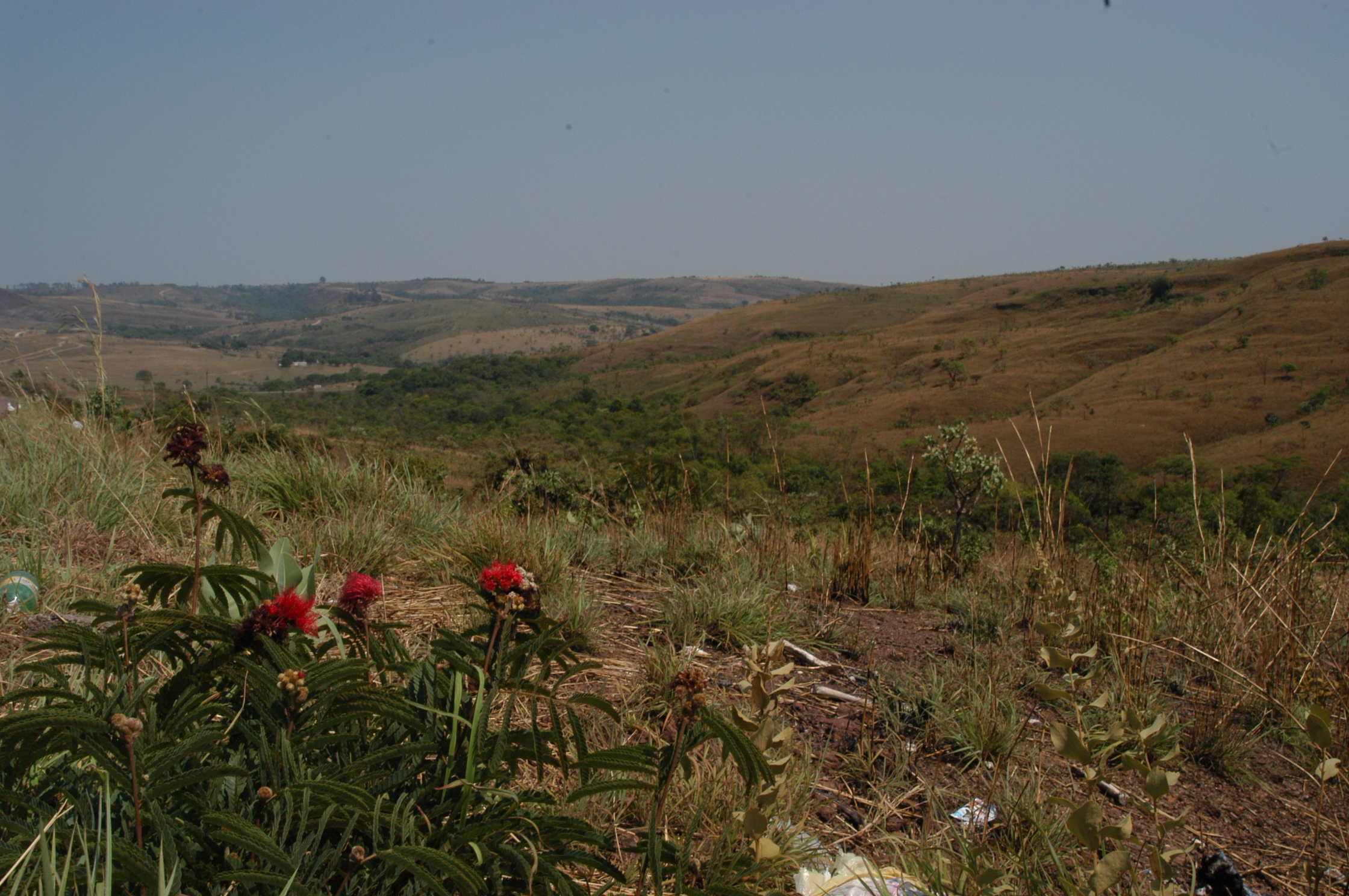
El ambiente en que vive esta especie, en el Brasil.

## Costumbres
Es poco lo que se conoce de esta especie; posiblemente se alimenta de insectos, arácnidos, moluscos y crustáceos.

## Reproducción
Los hábitos reproductivos de las especies de este género se caracterizan en que en la temporada cálida, luego de fuertes lluvias, los machos cantan semisumergidos en charcas permanentes o semipermanentes; en el fondo de estas, las hembras depositan sus huevos en ristras gelatinosas.

## Conservación
Si bien podrían estar afectándolo la contaminación de los humedales causada por el escurrimiento de agroquímicos, vertidos industriales, y de asentamientos humanos, tal vez aún son amenazas localizadas, aunque la IUCN lo categoriza como una especie con «Datos insuficientes».